# ジロ・デ・イタリア 1912
ジロ・デ・イタリア 1912は、自転車競技のロードレース大会であるジロ・デ・イタリアの4回目のレース。1912年5月19日から6月4日まで行なわれた。全9区間。全行程2439.6km。当大会のみ、個人総合成績がなく、チーム総合成績のみで争われた。カルロ・ガレッティ、ジョヴァンニ・ミケレット、エベラルド・パヴェージの3名が完走（ルイジ・ガンナは第5ステージで棄権）したアターラが総合優勝。なお、第4ステージが荒天のため中止となり、代替ステージとして、6月4日に第9ステージ（ミラノ〜ベルガモ）が設けられた。

## 成績
|   | チーム名   | 国籍         | ポイント |
| - | ---------- | ------------ | -------- |
| 1 | アターラ   | イタリア王国 | 33       |
| 2 | プジョー   | フランス     | 23       |
| 3 | ジェルビ   | イタリア王国 | 8        |
| 4 | ゲーリケ   | イタリア王国 | 8        |
| 5 | グローボ   | イタリア王国 | 7        |
| 6 | レニャーノ | イタリア王国 | 3        |

## 総合首位
| チーム名 | 国籍     | 首位区間 |
| -------- | -------- | -------- |
| アターラ | イタリア | 全区間   |